# Бад (Северная Осетия)
Бад (осет. Бадыхъæу) — село в Алагирском районе Республики Северная Осетия-Алания. Входит в состав Мизурского сельского поселения.

## География
Село расположено в центральной части Алагирского района, на левом берегу реки Баддон. Находится в 3 км к югу от центра сельского поселения Мизур, в 33 км от районного центра Алагир и в 70 км к юго-западу от Владикавказа.

## История
Точная дата основания села не известна. В окрестностях села находили многочисленные аланские археологические артефакты VII—IX веков. Согласно некоторым исследователям село было основано в 1390 году, другие источники утверждают, что село было основано в 1771 году. Упоминается в «Списке осетинских сёл» от 1780 года протопопа И. Богарского, который указывает, что в селе было 43 двора и 8 крещённых.
По данным на 1861 год в селе числилось 35 дворов, в которых проживало 255 человек.
В 1883 году в селе уже числилось 50 дворов, с общей численностью населения в 449 человек. В селе проживали представители фамилий — Губаевых, Дзасоховых, Дзусовых, Кайтмазовых, Нартиковых, Урусовых, Хапсаевых, Цуцаевых и Чехоевых.
С начала XX века население села стала постепенно сокращаться из-за оттока жителей в предгорья. В 1901 году в селе проживало 449 человек и насчитывалось 55 двора. К 1910 году численность села сократилось до 406 человек, проживавших в 66 дворах.
В 1930—1940-х годах многие жители села работали на Мизурских и Садонских рудниках. На фронтах Великой Отечественной войны погибли 20 уроженцев. 
Фамилии
В селе проживали представители фамилий — Дзасоховы (Дзасохтæ), Чехоевы (Чехойтæ), Хапсаевы (Хапсæтæ), Губаевы (Губатæ), Дзусовы (Дзусатæ), Кайтмазовы (Хъайтмазтæ), Нартикоевы (Нартыхътæ).

## Население
| 2002 | 2010 | 2021 |
| ---- | ---- | ---- |
| 18   | ↘3   | ↗11  |

## Достопримечательности
Объекты культурного наследия
- Остатки средневекового Бадского форта — памятник архитектуры регионального значения
- Сторожевая башня Нартикоевых — памятник архитектуры регионального значения
- Сторожевая башня Дзасоховых — памятник архитектуры регионального значения

Другие объекты
- Склеповый могильник (4 полуподземных усыпальницы)
- Святилище Уастырджи (находится на кладбище)
- Башня Кибизовых.

## Топографические карты
- Лист карты K-38-29 Алагир. Масштаб: 1 : 100 000. Состояние местности на 1984 год. Издание 1988 г.